# Dafni (stacja metra)
Dafni (gr: Δάφνη) – stacja metra ateńskiego, na linii 2 (czerwonej). Została otwarta 16 listopada 2000.